# Kommandant der Seeverteidigung von Nordholland
Der Kommandant der Seeverteidigung Nordholland, kurz Seekommandant Nordholland, war ein regionaler Küstenbefehlshaber der deutschen Kriegsmarine im Zweiten Weltkrieg mit Sitz in Den Helder. Er war dem Marinebefehlshaber in den Niederlanden, ab 1943 Kommandierender Admiral in den Niederlanden, unterstellt.

## Geschichte
Nach der deutschen Besetzung der Niederlande im Zweiten Weltkrieg im Juni 1940 setzte die Kriegsmarine den Seekommandanten Nordholland ein, der für die niederländischen Küste von der Emsmündung bis Scheveningen verantwortlich war. Ausgenommen war die Insel Rottum, die dem angrenzenden Küstenbefehlshaber Ostfriesland zugeordnet war. Im Süden schloss sich der Befehlsbereich des Seekommandanten Südholland an.
Im November 1944 wurde der südliche Teil des Gebiets dem neugeschaffenen Seekommandanten Mittelholland zugeteilt, darunter Ijmuiden und Wijk aan Zee. Bis zum Ende des Krieges gingen weitere Teile im Norden verloren.

## Unterstellte Dienststellen und Verbände
Dem Seekommandanten waren folgende Verbände und Dienststellen unterstellt:
- Hafenkommandant Den Helder
- Hafenkommandant Ijmuiden
- Hafenkapitän Harlingen
- Hafenschutzflottille Nordholland, im Juni 1942 ergänzt um die Hafenschutzgruppe Harlingen (von der Hafenschutzflottille Borkum), Anfang 1943 aufgelöst und Einheiten den Hafenkommandanten Ijmuiden und Den Helder zugewiesen
- Marineflakabteilung 246 (ab November 1940 vom Küstenbefehlshaber Deutsche Bucht, Harlingen/Terschelling, ab November 1944 beim Kommandanten der Seeverteidigung Ostfriesland)
- Marineflakabteilung 808 (ab Januar 1941, Den Helder)
- Marineflakabteilung 816 (ab April 1942, Ijmuiden, später zum Seekommandanten Mittelholland)
- Marineartillerieabteilung 201 (Wijk aan Zee, im August 1942 z. T. für die Aufstellung der Marineartillerieabteilung 607 herangezogen, später zum Seekommandanten Mittelholland)
- Marineartillerieabteilung 607 (Den Helder, ab August 1942)

## Seekommandanten
Folgende Offiziere hatten den Dienstposten des Seekommandanten Nordholland inne:
- Kapitän zur See Hermann Hansing, Juni 1940 – Juni 1943
- Kapitän zur See Werner Stoephasius, Juni 1943 – November 1944, ehemaliger Leiter des Marinesonderdienstes
- Kapitän zur See Horst Gerlach, November 1944 – Auflösung der Dienststelle, ehemaliger Kommandant der Seeverteidigung R und anschließend Kommandant der Seeverteidigung Peloponnes